# 松山 (麻薩諸塞州)
松山（英語：The Pinehills）是位於美國麻薩諸塞州普利茅斯縣的一個普查規定居民點。

## 人口
根據2020年美國人口普查的數據，松山的面積為10.66平方千米，當中陸地面積為10.57平方千米，而水域面積為0.09平方千米。當地共有人口4515人，而人口密度為每平方千米423.55人。